# Кёхи, Христиан Гейнрих Готтлиб
Христиан Гейнрих Готтлиб Кёхи (Köchy) (1769—1828) — юрист, доктор права, ординарный профессор и декан юридического факультета Дерптского университета.

## Биография
Родился 24 апреля 1769 года в нижнесксонской деревне Шлистедте в трёх милях от Брауншвейга. Обучался в Лейпцигском университете, который окончил со степенью магистра в 1794 году. Степень доктора права получил в Хельмштедтском университете. В 1800 году прошёл хабилитацию и стал приват-доцентом правоведения в Йенском университете. Член академии полезных наук в Эрфурте (с 1801).
В 1803 году был назначен на место умершего Иоганна Безеке) в Митавскую академию старшим учителем законоведения. В 1805 году был избран Советом Дерптского университета на должность ординарного профессора по кафедре эстонского и финляндского права. Одновременно с ним и на ту же кафедру баллотировался Христиан Штельцер. При первоначальной  баллотировке Кёхи получил 6 избирательных и 9 неизбирательных голосов, а Штельцер  8 избирательных и 7 отрицательныхъ шаров. Совет нашёл, что оба кандидата получили почти равное число голосов и признал желательной перебаллотировку. Она  состоялась. Результаты получились иные: за Кёхи подали голоса 9 человек, а 6 высказались против него; тогда как Штельцер получил избирательных голосов всего 5, а неизбирательных 10.
В течение 11 лет своей профессуры в университете (1805−1816) Кёхи неоднократно избирался на должность декана юридического факультета (1805, 1806, 1809, 1812, 1816), а также в председатели апелляционного и ревизионного суда (1808, 1811, 1814), в заседатели академического суда (1812) и замещал вице-президента трибунала (1815), при этом нередко отказывался от избраний, ссылаясь на слабое  здоровье. Был произведён в надворные советники.
Был уволен со службы за злоупотребления при производстве в учёные степени. В1816 году во время летних каникул Кёхи вместе с ректором Дерптского университета Штельцером за плату возвели несколько человек в степень доктора наук без проведения экзаменов и представления диссертации. Этот случай получил широкую известность и послужил отправной точкой для формирования строгой системы научной аттестации в России. По Высочайшему повелению императора Александра I (5 мая 1817) Кёхи, как декан юридического факультета, вместе с профессором Штельцером, бывшим в то время ректором, были удалены со службы с запрещением вступать на службу в Российской империи.
После своего увольнения Кёхи отправился в Кёнигсберг, где давал частные уроки. Оставшееся время жизни провёл за границей (путешествовал по Англии, Франции и Испании); был учителем и воспитателем в Гамбурге, Лондоне, Мадриде и Париже; занимался адвокатурой, издательской деятельностью, был корректором.
Скончался насильственной смертью — был убит 18 августа 1828 года своей женой.

## публикации
Кёхи был известен как талантливый и многосторонний писатель. Ему принадлежат:
- Meditationen über die interessantesten Gegenstände der heutigen Civilrechtsgelehrtheit. Leipzig. 1795.
- Theoretisch-practischer Commentar über die Pandecten, nach Anleitung des Helfeldischen Lehrbuches. 5 B. Leipz. 1796—1803.
- Thesaurus Juris Saxonici, 2 B. 1796 и 1798.
- Civilistische Erörterungen Leipz. 1797.
- Commentatio de testamento, vi metuque extorto. Jenae. 1800.
- Die ersten Blüthen meiner Phantasie. 1803.
- Probabilium Juris civilis specimen, pro manere professionis Juris provincialis Esthonici et Finnici ordinariae in universitate litterarum Dorpatensi... Dorpati. 1806.
- Die Minnesänger. Dorp. 1813.

Под псевдонимами:
- Friedz Glover Goethe als Mensch und Schriftsteller aus dem englischen übersetz, Halberst. 1824.
- H. A. Gottschalk Goldorube für Hausväter und Hausmütter oder Kunst, Nahrungsmittel aller Art. 1825.

Принимал участие как в ученых, так и в литературных изданиях статьями и рецензиями.

## «Делание» докторов
В последний деканский срок Кёхи и в период ректорства Штельцера произошла прискорбная история  с «деланием» докторов, при посредничестве Густеля Петерсена. Во время  летних каникул (1816) портной Вальтер и фабрикант Вебер за 15000 рублей, уплаченных банкнотами Карлу Мейеру, Христиану Кёхи, Христиану Штельцеру и Фридриху Лампе, получили степени докторов права. За своё посредничество Петерсен, должен был также получить докторскую степень. Вслед за ними искал докторской степени Петр Лафонтэн. По рассказам современников, о ходе защиты диссертации ничего не было слышно, но зато много говорили о прекрасном обеде, данном  Петерсеном. Бывшие в отпуске члены Совета Дерптскаго университета, тотчас же по возвращении, подняли вопрос о незаконности  присвоения степеней. «Сделанные» доктора были лишены дипломов. 31 октября 1816 года попечитель Ф. И. Клингер распорядился о том, чтобы  Кёхи  сложил с себя звание декана. Это распоряжение было утверждено министром (4.11.1816).
Министр народного просвещения князь А. Н. Голицын довёл дело до сведения императора, после чего последовал высочайший приказ лишить профессоров Кёхи и Штельцера их должностей, с обязательством немедленно покинуть Дерпт и никогда в России не служить. Мейер, принимая во внимание его продолжительную и беспорочную службу, а Лампе в виду того, что вначале протестовал против первых защит, были оставлены профессорами, но с лишением права быть избираемыми в деканы и ректоры. Весь юридичесшй факультет (он состоял тогда из четырёх членов) был оштрафован. Кроме того, факультет был лишён права, впредь до замещения всех профессур, присваивать учёные степени. Совет университета (5.5.1817) постановил, чтобы Кёхи и Штельцер в течение трёх дней сдали все акты и библиотечные книги.